# Răspundere civilă delictuală
Răspunderea civilă delictuală era reglementată de art.998 - 1003 în vechiul Cod civil; ea este specia de răspundere juridică prin intermediul căreia o persoană care a cauzat alteia un prejudiciu este obligată să-l repare. În noul cod civil aceasta se regăsește la articolul 1349.
Spre deosebire de răspunderea civilă contractuală, care presupune încălcarea unei obligații contractuale, răspunderea delictuală se naște de regulă ca urmare a nesocotirii unei obligații legale.
Condițiile generale ale răspunderii sunt: (i) existența unui prejudiciu, (ii) fapta ilicită, (iii) raportul de cauzalitate între prejudiciu și fapta ilicită și (iv) culpa.
JURSIPRUDENTA: 
Răspundere civilă delictuală. Drept de creanță. Acțiune în constatare. Inadmisibilitate.
Secția comercială a Curții de apel
Decizie nr. 443 din 18/10/2001
(Constanța).
Prin sentința civilă nr. 726 din 25 aprilie 1997 a Tribunalului Constanța, s-a constatat în temeiul art. 111 cod pr. civilă, un drept de creanță în favoarea reclamantei în sumă de 118.408.413 lei, ori o astfel de hotărâre nu este susceptibilă de executare, reclamanta nefiind în posesia unei hotărâri în realizarea dreptului său de creanță.
Într-o astfel de situație, cum pârâta nu a fost obligată prin hotărârea mai sus arătată să-i plătească creanța reclamantei, nu se poate reține că de la data de 23 martie 1998, data rămânerii irevocabile a hotărârii, intervine răspunderea delictuală a acesteia.
Reclamanta și-a întemeiat acțiunea pe disp. art. 998 - art. 999 cod civil, care reglementează răspunderea civilă delictuală ce constituie o sancțiune civilă, cu caracter reparator, care intervine în cazul săvârșirii faptului ilicit cauzator de prejudiciu.
Din art. 998 și 999 cod civil - rezultă că, pentru a exista răspundere civilă delictuală, trebuie îndeplinite următoarele condiții generale: existența unei fapte ilicite, a unui prejudiciu, a legăturii de cauzalitate între fapta ilicită și prejudiciu, a culpei.
În speță, nu se poate considera ca fiind întrunite cumulativ aceste condiții prevăzute de lege pentru a se antrena o astfel de răspundere în sarcina pârâtei, cât timp prin hotărârea de care se prevalează reclamanta nu a fost obligată în vreun fel față de aceasta.
Având în vedere aceste considerente, în temeiul art. 312 alin. 3 cod pr. civilă, se va admite recursul, urmând a fi modificată în parte hotărârea atacată în sensul respingerii acțiunii reclamantei, ca nefondate.